# Salto a la gloria
Salto a la gloria és una pel·lícula dramàtica espanyola estrenada el 1959, dirigida per León Klimovsky amb un guió escrit per Vicente Escrivá i protagonitzada per Adolfo Marsillach, qui va rebre alguns premis per la seva actuació. Els decorats eren d'Enrique Alarcón.

## Sinopsi
Tracta sobre la biografia de Santiago Ramón y Cajal després del seu retorn de Cuba el 1875. Abandonat per la seva xicota, també té dificultats per dedicar-se a la investigació. Aconsegueix erradicar el còlera a València, on és catedràtic, però ha d'enfrontar-se a la pobresa i a la incomprensió. El seu principal descobriment, a més, coincideix amb la pèrdua de la seva filla.

## Premis
Medalles del Cercle d'Escriptors Cinematogràfics
| Any  | Categoria    | Pel·lícula        | Resultat  |
| ---- | ------------ | ----------------- | --------- |
| 1960 | Millor actor | Adolfo Marsillach | Guanyador |

- Premi Zulueta d'interpretació masculina al Festival Internacional de Cinema de Sant Sebastià 1959: Adolfo Marsillach,[3]
- 4a edició dels Premis Sant Jordi de Cinematografia: Premi al millor actor espanyol.[4]